# واشینگتون لوئیز پریرا دوس سانتوس
واشینگتن لوئیز پریرا دوس سانتوس (به پرتغالی: Washington Luiz Pereira dos Santos) مهاجم اهل برزیل است که در شهر سائوپائولو و در تاریخ ۱۰ آوریل ۱۹۷۵ به دنیا آمده‌است.
واشینگتن لوئیز پریرا دوس سانتوس در تیم‌های فوتبال Uberlândia, Nacional, União São João, Liège, Louviéroise, Paraná، باشگاه فوتبال سرزو اوساکا، Olaria، اتلتیکو مینیرو، América-SP, Guaraní، América-MG, Sportivo Luqueño، باشگاه ورزشی اینترناسیونال، Remo, Marathon, São Gabriel, Happy Valley, Inter-SP, Taquaritinga, São Raimundo-AM, Rio Branco, Nacional-AM سابقهٔ حضور دارد.